# Kevin Mooney
Kevin Paul Mooney (5 mei 1962) is een Engels-Ierse bassist en gitarist die heeft samengewerkt met Adam Ant, Sinéad O'Connor en anderen.

## Carrière
Mooney, geboren in de wijk Greenwich in Londen, begon zijn muzikale carrière in 1977 bij de Engels-Ierse punkband The European Cowards, in samenwerking met John Keogh en John Herlihy. Vervolgens werd hij tussen 1980 en 1981 aangenomen als bassist voor Adam and the Ants, en verscheen hij op het album Kings of the Wild Frontier. Nadat hij de band had verlaten vanwege persoonlijke conflicten en creatieve meningsverschillen, vormde hij de band Wide Boy Awake met John Keogh, Harley Price en Horace Carter Allan. Wide Boy Awake heeft twee ep's uitgebracht in het Verenigd Koninkrijk, waaronder de nummers "Chicken Outlaw", "Billy Hyena", "Bona Venture" en "Slang Teacher", waarvan sommige verschenen op compilaties van verschillende artiesten uit de jaren 80. De band werd geleid door Mooney's toenmalige vrouw Pamela Rooke. "Billy Hyena" werd begeleid door een videoclip geregisseerd door Derek Jarman. Wide Boy Awake ging kort daarna uit elkaar zonder een volledig album uit te brengen. Gedurende deze periode speelde Mooney mee op het album The Lion and the Cobra van Sinéad O'Connor, waar hij gitaar schreef en speelde op één nummer, "Just Call Me Joe", met Leslie Winer als achtergrondzangeres.
Vervolgens vormde Mooney de band Max (niet te verwarren met de Japanse zanggroep MAX) met Leslie Winer, een voormalig medewerker van William Burroughs, en John Keogh, Kumar Desai en John Wright. De band nam een nog niet uitgebracht album op, met gitaarwerk van Mooney's voormalige Adam and the Ants-bandgenoot Marco Pirroni. Mooney vormde een nieuwe versie van Max, die een door drugs geïnduceerd softrock-middle-of-the-road-album uitbracht genaamd Silence Running, geproduceerd door Trevor Horn, maar de band werd ontbonden na geldproblemen en drugsgerelateerde sterfgevallen. Mooney verhuisde met Winer naar Florida en vervolgens naar Boston, maar keerde in 2001 kort terug naar Groot-Brittannië. Hij woont nu in Berlijn.
Mooney werkte ook samen met Leslie Winer als onderdeel van de elektronische groep "C" op de albums Witch en Spider.
In de vroege jaren 2000 vormde Mooney een andere band, de Lavender Pill Mob, geleid door Gary Asquith, een voormalig lid van Rema Rema,  Mass en Renegade Soundwave,  met Harley Price en Lee Jason Simeone. Deze groep nam twee albums op ('The Lavender Pill Mob' en 'Mike's Bikes') die in eigen beheer werden uitgebracht; het tweede album bevatte gastvocalen van Adam Ant op één nummer, "Black Pirates" (een bewerking van "Chicken Outlaw").